# Åke Gustavsson
Åke Erik Georg Gustavsson, född 7 december 1943 i Nässjö, död 6 juni 2016 i Stockholm, var en svensk politiker (socialdemokrat).

## Biografi
Åke Gustavsson var riksdagsledamot 1969–2002, invald i Jönköpings läns valkrets. Han var framför allt aktiv i försvarsutskottet där han var ledamot 1971–1989 och i kulturutskottet där han var ordförande 1991–1998 och vice ordförande 1989–1991 samt 1998–2002. Han var även ledamot av krigsdelegationen och Nordiska rådets svenska delegation samt suppleant i utrikesutskottet och utrikesnämnden.
Gustavsson arbetade som journalist när han blev tillfrågad av SSU om att bli deras kandidat till riksdagen i valet 1968. Han blev invald och var riksdagsman i 33 år. Åke Gustavsson är gravsatt i minneslunden på Skogskyrkogården i Nässjö.